# ダグラス・ウィーロック
ダグラス・ウィーロック(Douglas Harry "Wheels" Wheelock, 1960年5月5日-)は、アメリカ合衆国の技術者、宇宙飛行士である。2度の宇宙飛行を経験し、合計178日間をスペースシャトル、国際宇宙ステーション(ISS)、ソユーズで過ごした。2011年7月12日、ウィーロックは、アメリカ陸軍に戻り、不朽の自由作戦を支援することを発表した。

## 生い立ち
ニューヨーク州ビンガムトンで、オリン・ウィーロックとマーガレット・ウィーロックの間に生まれた。飛行前のインタビューでは、幼い頃から宇宙飛行士になりたいと思っていたが、人生の大きなターニングポイントは、1969年7月にアポロ11号が月に着陸したことだと述べている。1978年、ニューヨーク州ウィンザーのウィンザー中央高校を卒業して、ウェストポイントの陸軍士官学校に入った。1992年、ジョージア工科大学で航空工学の修士号を取得した。

## 軍のキャリア
ウィーロックは、ウェストポイントで士官候補生として4年間過ごし、1983年に応用科学技術の学位を取って卒業した。卒業後は歩兵師団の少尉となり、翌年、飛行学校に入った。1984年9月、飛行学校をトップの成績で卒業し、陸軍飛行士に指名され、太平洋でcombat aviation Section Leader、Platoon Leader、Company Executive Officer、Battalion Operations Officer、Commander of an Air Cavalry Troop等として勤めた。その後、Aviation Directorate of Combat Developmentsにも指名された。
ウィーロックは、アメリカ海軍テストパイロット学校に選ばれ、卒業後は、Army Aviation Technical Test Centerの実験テストパイロットに指名された。主に戦術偵察や監視システム用の航空機を担当し、OH-58D、UH-60、RU-21、C-23等に搭乗した。
兵役期間中の1992年には、ジョージア工科大学で航空工学の修士号を取得した。1996年8月には、ジョンソン宇宙センターでスペースシャトルの統合テストエンジニアとして勤め、スペースシャトルの打上げや着陸の際のリエゾン等の業務を行った。彼は、STS-86のためのスペースシャトルとミールの機体統合試験チームやISSのハードウェアの密着性確認を率いた。
ウィーロックは、Army Airborne and Air Assault Courses、Infantry and Aviation Officer Advanced Courses、Combined Arms Services Staff School、Material Acquisition Management Course、アメリカ陸軍指揮幕僚大学を卒業した。2011年7月、ウィーロックは不朽の自由作戦支援の兵役を終了した。兵役の間、43の異なる航空機で、2500時間以上の飛行を経験した。

## NASAのキャリア

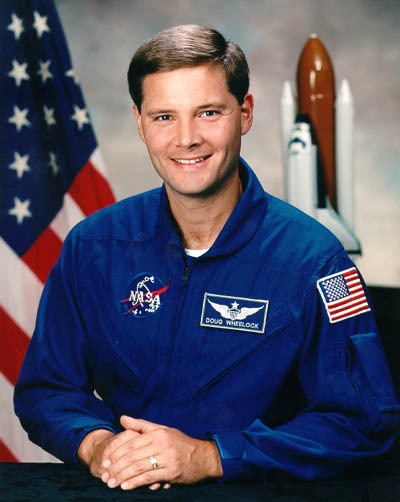
ウィーロックの宇宙飛行士候補写真

1998年8月に、ウィーロックはアメリカ航空宇宙局(NASA)の宇宙飛行士候補の訓練を受けたと報じられた。スペースシャトルとISSの2年間の訓練を経て、ISS運営のロシア側リエゾンとなり、ロシアが開発したハードウェアやソフトウェアの試験や取付けに従事した。
エネルギアと協働して、ISS乗組員用の二言語のマニュアルを開発、確認した。
ウィーロックは、カザフスタンのバイコヌール宇宙基地でアメリカ合衆国とロシアの共同チームを指揮し、ISS無人補給カプセルの最初の4回の打上げのベンチレビュー、棚卸し、積載、打上げを監督した。
2001年、ウィーロックは、2001年3月から8月まで147日間行われた第2次長期滞在と2001年12月から2002年6月まで195日間行われた第4次長期滞在の乗組員に対する支援業務に従事したと考えられている。彼は全ての乗組員の要求、調整、計画、相互交流等に最初に対処し、また彼らが軌道上にいる間の代理人を務めた。2002年8月には、テキサス州ヒューストンにあるクリストファー・C・クラフト・ジュニア・ミッションコントロールセンターで宇宙船通信担当官を務めた。この役割の中で、彼は軌道上の乗組員と地上セグメントの連絡役を担った。2003年10月から2004年4月まで194日間行われた第8次長期滞在では、宇宙船通信担当官のリーダーを務めた。
2004年7月、ウィーロックは、海中居住施設アクエリアスで行われたNASA極限環境ミッション運用NEEMO 6に参加し、10日間を海中で過ごした。
2005年1月と2016年には、Director of Operations - Russiaに指名され、モスクワ郊外スターシティのガガーリン宇宙飛行士訓練センターで勤めた。NASAの宇宙飛行士がISSでの活動で必要とするロシア拠点の訓練、ロジスティック、管理等を支援した。また、スターシティとヒューストンのリエゾンを務め、医学、訓練、科学、契約、公務、管理等を担当した。また、NASAとロシア連邦宇宙庁、またロシア航空宇宙産業とのリエゾンも務めた。
最初の宇宙飛行の後、ウィーロックは、ソユーズTMA-17/第22次長期滞在/第23次長期滞在で、ティモシー・クリーマーのバックアップを務めた。クリーマーは、2009年-2010年に163日間、ISSに滞在した。

### 宇宙飛行経験

#### STS-120

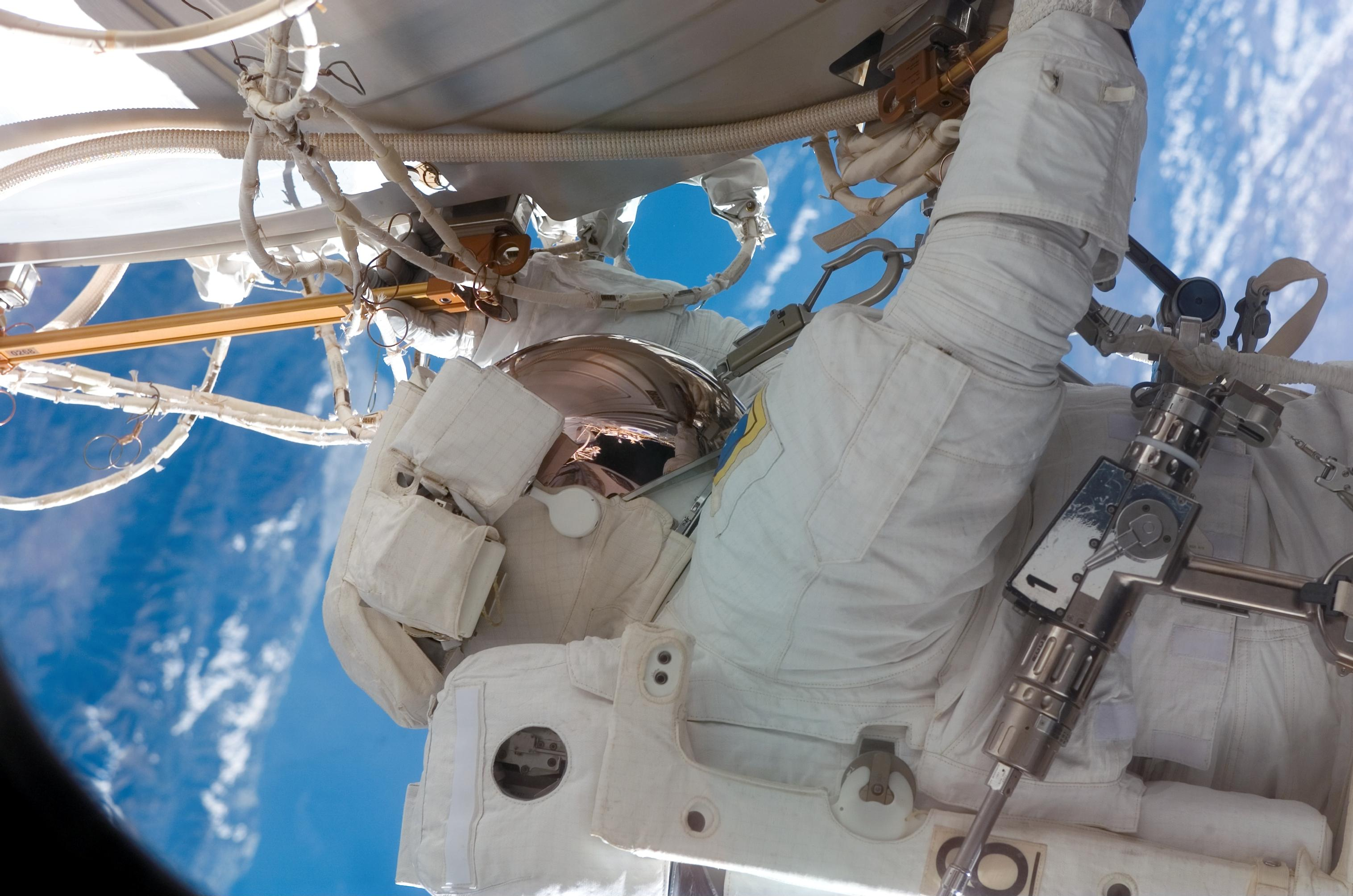
STS-120のミッションで、ISS船外で作業を行うウィーロック

2007年10月23日、ウィーロックはスペースシャトル・ディスカバリーに乗って、初の宇宙飛行に出発した。STS-120のミッションの間、ウィーロックはミッションスペシャリストとして、多国籍の乗組員とともに、ISSにハーモニーモジュールを運んだ。ウィーロックは、スコット・パラジンスキーとともに3度の宇宙遊泳を行い、モジュールの取り付け、S帯アンテナの設置、トラスや船外保管プラットフォームに関する作業等、ISSの外側での仕事を行った。また、P6トラスの太陽電池アレイの緊急修理も必要となり、パラジンスキーは太陽電池アレイにカフリンクを取り付けて、これ以上の損傷なしに展開できるようにした。15日間のミッションで、地球を238周した。

#### ソユーズTMA-19
ウィーロックは、フョードル・ユールチキン、シャノン・ウォーカーとともに、2010年6月15日にISSに向けて出発した。

#### 第24次長期滞在
ウィーロックは、第24次長期滞在の乗組員と合流し、いくつかの科学調査を含むミッションに参加した。2010年7月31日、ISS外側のポンプモジュールが故障し、トレイシー・コールドウェルとともに3度の宇宙遊泳を行って取り換えた。故障したモジュールは、STS-135で地球に戻した。

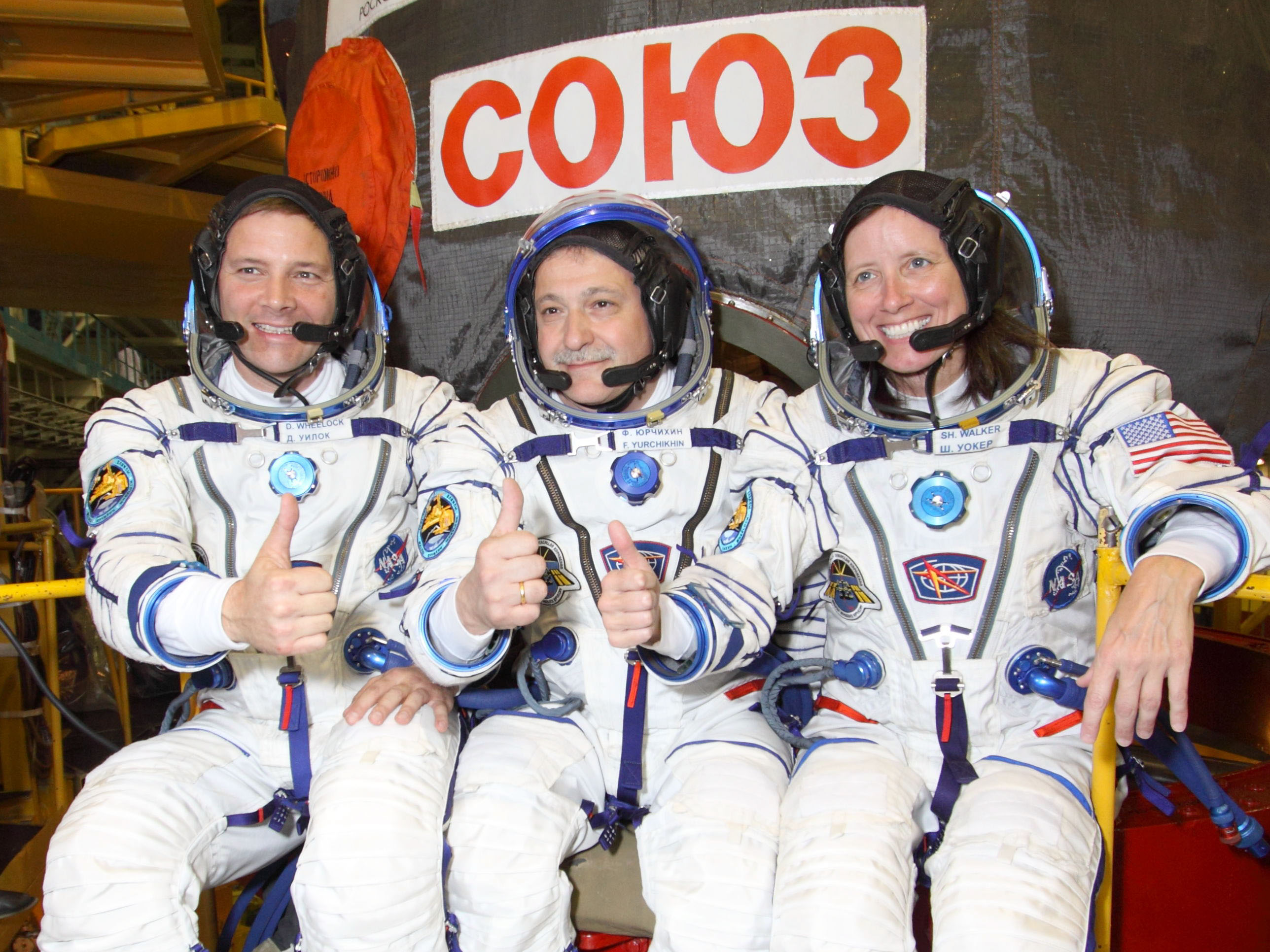
Wheelock and his crewmates outside their Soyuz spacecraft.

#### 第25次長期滞在
2010年9月22日、ウィーロックは、第25次長期滞在の船長となり、ISSを率いる初めてのアメリカ陸軍軍人となった。ウィーロックは、かつて野口聡一がやっていたように、地球やISS、宇宙の写真を撮影して、Twitterで共有した。2010年9月には、宇宙から見たハリケーン・アールの写真をTwitter投稿し、2011年3月16日のNASA Tweetupにも参加した。
10月22日には、モバイルSNSアプリのFoursquareを用いて、宇宙から「チェックイン」した初の人物となった。ウィーロックのISSへのチェックインは、NASAとFoursquareのパートナシップにつながり、そのユーザーが宇宙や地球の探検をできるようになった。
2010年11月26日にソユーズで地球に帰還した。